# Партизанское движение в Центральной Сибири
Партиза́нское движе́ние в Центра́льной Сиби́ри (1918—1919) — действия сочувствующих Советской власти партизанских отрядов в Енисейской, Томской и Иркутской губерний во время Гражданской войны в России.

## Предпосылки
Сельское население Сибири было расколото на две основные группы: казаков и крестьян-старожилов с одной стороны, и переселенцев-новосёлов — с другой. Казаки и старожилы как правильно являлись потомками ранних переселенцев в Сибирь, и обычно владели наилучшими землями. Новосёлы же прибыли сюда по переселенческим программам конца XIX — начала XX века, и в массе своей сочувствовали Советской власти, рассчитывая на передел земель сибирских казаков и сибиряков. Белыми властями в условиях Гражданской войны проводились мероприятия, вызывавшие недовольство крестьян: мобилизация новобранцев, взыскания подати и земских сборов, вылавливание дезертиров, экспроприация обмундирования для войск, запрет рубки казённого леса и тому подобное. Крестьянство расценивало такого рода действия властей как посягательство на завоёванные революцией права и свободу, и потому не считаясь с ними, действовало по собственному разумению. В свою очередь белогвардейцы в каждом случае «неподчинения законным властям» усматривали работу большевиков, и не только пытались вооружённой силой заставить крестьян подчиниться, но и требовали выдачи агитаторов. Всё это создавало благоприятные условия для агитации против белой власти, чем умело пользовались большевики-подпольщики и революционно настроенные крестьяне, особенно из бывших солдат-фронтовиков.

## Ход событий

### Рейд отряда Каландаришвили
18 августа 1918 года в результате десанта белых под Посольской были разгромлены красные войска в Забайкалье. Уцелевшие части из Селенгинска двинулись в Троицкосавск, где произошёл раскол. Часть красногвардейцев решила двинуться на запад на соединение с наступавшей (по их мнению) Красной армией. Эта группа состояла предположительно из 1500 человек. У села Торей и станицы Атамано-Николаевской красные отразили атаки преследовавших их белых, но и сами понесли серьёзные потери.
Отделившаяся группа С. И. Лебедева и С. С. Блюменфельда перешла Зун-Муринский хребет (западный Хамар-Дабан) и была пленена белыми в Тункинской долине. Основной отряд под командованием Н. А. Каландаришвили, двигаясь вдоль реки Джиды, достиг границы у посёлка Модонкуль, а затем перешёл в Монголию. Около двух недель красные провели в улусе Дэрхиин-Хурээ, а затем перешли границу обратно.
В начале октября 1918 года отряд Каландаришвили, насчитывающий до 1200 бойцов при 12 пулемётах, занял село Монды. Не зная обстановки, красные попытались пробиться через село Туран на село Шимки и далее к Транссибирской магистрали. Проживавшие в Тункинской долине казаки под руководством станичных атаманов Зверева и Бобкова организовали отпор, им на помощь из Иркутска прибыл отряд сотника И. К. Скуратова. Казаки уничтожили и рассеяли бо́льшую часть красного отряда, отбросив оставшихся к истоку реки Оки Саянской.
Около 300 отброшенных в Восточные Саяны красных бойцов после тяжелейшего перехода вдоль рек Оки и Большой Белой вышли в Голуметскую волость в деревни Чернушка и Инга. В деревне Инга 25 ноября красные решили разбиться на мелкие группы и рассредоточиться по глухим местам, согласовав пунктом сбора на будущее район села Олонки.
Власти опасались рабочих волнений под влиянием отряда Каландаришвили. Был создан отряд Особого назначения имени есаула Красильникова, который уничтожил большинство партизан. Сам Н. А. Каландаришвили сумел пробраться через заслоны белых и скрывался на лесной заимке. Хотя у него почти не осталось людей, он распространил слухи, что у него есть отряд, действующий где-то между Усольем и Олонками.

### Образование партизанского движения в Енисейской губернии
В середине ноября 1918 года в Минусинском уезде Енисейской губернии из-за взыскания податей, розыска дезертиров и уничтожения самогонных заводов восстали 5000 крестьян. Прибывший из Красноярска отряд генерал-майора И. Ф. Шильникова из 3 рот пехоты и 2 сотен казаков разбил минусинских повстанцев.
Одновременно возникло антиколчаковское движение в бассейне реки Маны вокруг села Степной Баджей, где повстанцы 9 ноября образовали ревком, а потом разбили посланные на их подавление части. Ещё один партизанский очаг образовался на севере Канского уезда, где белый отряд попытался отобрать у крестьян оружие, розданное большевиками летом 1918 года. 28 декабря 1918 года восстало село Тасеево, где было объявлено о восстановлении Советской власти, а за ним восстали и другие волости Канского уезда. С 10 января 1919 года начались бои с белыми войсками.
Для борьбы против партизан белыми был образован Канско-Тайшетский фронт, который возглавил командир Егерской бригады полковник И. Н. Красильников. С 28 января по 27 марта 1919 года из Иркутска в районы Канска и Тайшета было направлено 138 офицеров и 1051 солдат Егерской бригады.
К концу февраля 1919 года в Енисейской губернии развернулась вооружённая борьба 6 тысяч белых войск и значительно большего числа партизан. Партизаны имели лыжные отряды из метких стрелков, прошедших фронты Первой мировой войны и прекрасно знавших местность. Дальнейшее усиление белых карательных войск регулярными частями было невозможно, так как все ресурсы поглощала борьба с регулярной Красной армией. В этих условиях министр внутренних дел В. Н. Пепеляев добился согласия чехословаков на их участие не только в охране железной дороги, но и в операциях в сельских районах.

### Шиткинский и Баерский фронты
Часть партизан из Тасеева двинулась на Ангару за деньгами и оружием. Тем временем 27 февраля на хуторе Ачинская Заимка был создан штаб по организации партизанского движения во главе с учителем И. А. Бич-Таёжным и бывшим политссыльным С. А. Свенским. 3 марта партизаны, захватив сёла Нижняя Заимка, Конторское, Бирюсинское, Старый Акульшет и деревню Гоголевское, продвинулись к железной дороге. 23 марта в селе Адрино, перебив офицеров, к партизанам перешло 140 солдат 55-го Сибирского полка.
Постепенно сложился Шиткинский партизанский фронт из 7 отрядов: Шелаевского, Акульшетского, Конторского, Бирюсинского, Серафимовского, Кавалерийского и Летучего тылового. К концу марта Шиткинский фронт имел отлаженную связь с тасеевскими партизанами и насчитывал до 1500 человек.
В марте 1919 года в Невонской волости Нижнеудинского уезда под руководством Ф. А. Антонова возник Баерский (по названию села Баер) партизанский фронт из крестьян, которых как «инородцев» не брали в Белую армию; это были переселенцы и беженцы из Прибалтики, чьё подданство после 1917 года было неопределённым. Баерский фронт к середине 1919 года включал 3 отряда, хозяйственную роту, разведку, и насчитывал до 300 человек. В результате действий фронта на участке железной дороги от Тайшета до Зимы с 1 января по 1 мая 1919 года было зафиксировано 8 крушений воинских поездов.

### Увеличение масштаба партизанской войны
Икейская волость Нижнеудинского уезда была крупным районом водворения переселенцев, которые в марте 1919 года восстали из-за тяжёлого земского налогообложения. Управляющий Иркутской губернией попытался вести с восставшими переговоры по телеграфу, однако повстанцы отказались что-либо обсуждать и объявили о восстановлении Советской власти. Волнения распространились на соседние волости, однако красные не успели собраться. В ночь на 5 апреля карательный отряд белых атаковал село Икей, где располагался штаб восстания, и уничтожил руководителей повстанцев; из-за плохого вооружения восставших белые потерь не имели.
Однако шиткинские и баерские партизаны продолжали действовать со всё большим размахом, и белые были вынуждены создать штаб по борьбе с партизанами во главе с есаулом Г. В. Кузнецовым, которому были подчинены части тайшетского и нижнеудинского гарнизонов, отдельный отряд Егерской бригады в 300 человек, и 400 чехословаков с пулемётами и орудиями. В апреле белые дважды пытались овладеть селом Бирюсинским, но оба раза были отбиты. В начале мая комендант Нижнеудинска докладывал в Иркутск:
Положение тревожное, успехи красных развиваются. Пути разбираются ежедневно, причём незначительные повреждения сменились разрушениями на дистанциях от полуверсты и до версты. Сегодня разобран путь по обоим направлениям от станции Нижнеудинск на 450 саженей, рельсы и шпалы сброшены с семисаженной насыпи, балласт перекопан.
Помимо уничтожения путей партизаны, срезая столбы и расхищая провода, выводили из строя телеграф. Без обеспечения надёжной охраны восстановление дороги и телеграфа было бессмысленным.
В ночь на 8 мая 1919 года 1000 шиткинских партизан напали на станцию Тайшет, разгромили вокзал. Два часа партизаны сражались с прибывшими белыми, но успели разобрать путь на перегоне Тайшет—Байроновка и повредить участок Тайшет—Суетиха. Движение было прервано на две недели.
26 мая 1919 года в селе Шиткино собрался съезд партизан Шиткинского и Баерского фронтов. Для управления подконтрольной территорией был избран Военно-революционный Совет под председательством Куприянова.
К началу июня 1919 года положения в Нижнеудинском уезде для белых стало катастрофическим: железнодорожники затерроризированы, путь и телеграф постоянно портятся, поезда обстреливаются, красные подходят к железной дороге со знамёнами и т. д. На каждые 10 дней приходилось 11 крушений поездов. Восстания в красноярско-тайшетском районе остановили почти на два месяца ночное движение поездов, в результате чего восточнее Красноярска скопилось свыше 140 составов с интендантским и артиллерийским снабжением.

### Контрмеры белых
Трудности с железнодорожными перевозками заставили А. В. Колчака принять чрезвычайные меры. Он назначил генерал-лейтенанта С. Н. Розанова особо уполномоченным Верховного правителя с правами генерал-губернатора Енисейского края. В свою очередь С. Н. Розанов приказал «при занятии селений, захваченных ранее красными, требовать выдачи их главарей и вожаков, если этого не произойдёт — расстреливать десятого. Имущество повстанцев — сжигать». Политзаключённые были объявлены заложниками, а за каждое нападение на железную дорогу расстреливалось от 3 до 20 человек. Ответственность за сохранность железной дороги белые возложили на жителей окрестных деревень, придавая их полевому суду в случае порчи.
В конце мая — начале июня 1919 года белые провели широкомасштабную операцию на фронте в 500 км (от устья Ангары до Нижнеудинска), направленную против тасеевских, шиткинских и баерских партизан. Шиткинский и Баерский фронты были уничтожены, часть партизан отошла на север на реку Ангару. Село Тасеево было занято белыми, а 21 июня А. В. Колчак подписал указ о лишении крестьян сёл Тасеево и Степной Баджей земельных наделов; однако удалённость района от железной дороги делало операции в районе Тасеева трудными и затратными, и когда в августе 1919 года Егерскую бригаду отправили на фронт, партизаны вновь заняли Тасеево.
В ходе июньской операции против партизан резко проявилась низкая боеспособность Чехословацкого корпуса, и 27 июля колчаковское правительство заявило представителям Антанты о необходимости замены чехословацких частей другими иностранными войсками.
Летние военные контрпартизанские операции 1919 года сделали обстановку более благоприятной для белых, однако партизаны Нижнеудинского уезда были не уничтожены, а лишь временно оттеснены от железной дороги и прекратили диверсии. В начале августа партизанский отряд И. Г. Смолина в 300 человек осадил на Ангаре Николаевский железоделательный завод, обороняемый отрядом поручика Давыдова. Против партизан были направлены части из состава 14-й Сибирской дивизии и подразделения 4-го чешского полка (общей численностью свыше полутысячи человек), и под селом Братск завязались бои, продолжавшиеся до 30 октября, когда белые были вынуждены отойти к железной дороге.
В середине июля действовавшие на Ангаре небольшие партизанские отряды объединились в Приангарский фронт под началом Баженова. По инициативе управляющего Иркутской губернией П. Д. Яковлева для того, чтобы «избавить от страданий в тюрьмах сотни молодёжи», отряд милиции особого назначения, направленный на Ангару, был укомплектован пленными красноармейцами. В результате в августе несколько взводов этого отряда, убив офицеров, перешли к партизанам вместе со своим оружием. Став серьёзной силой, приангарские партизаны 10 сентября заняли город Илимск, а 25 сентября — Братск. 13 ноября партизанами был занят Усть-Кут. 19 декабря после упорных боёв партизанами был занят Киренск. После этого Приангарский фронт превратился в Северо-Восточный, численностью до 800 человек, а партизанские отряды были переименованы в полки: 1-й Ангарский, 2-й Ленский, 3-й Илимский, 4-й Окинский и 1-й кавалерийский.

## Итоги и последствия
Партизанское движение, отвлекая воинские ресурсы с фронта в тыл и лишая Белую армию людских пополнений с ряда территорий, значительно ускорило поражение белых. После прихода Красной армии 27 января 1920 года состоялся съезд партизан, который официально распустил партизанские отряды.